# La Coupe d'or (Steinbeck)
Pour les articles homonymes, voir La Coupe d'or.
La Coupe d'or (Cup of Gold), première œuvre romancée de l'auteur, est un roman historique de John Steinbeck paru en 1929, basé sur la vie d'Henry Morgan.